# Картервил (Мисури)
Картервил (енгл. Carterville) град је у америчкој савезној држави Мисури.

## Демографија
По попису из 2010. године број становника је 1.891, што је 41 (2,2%) становника више него 2000. године.
| Група             | 2000.         | 2010.         |
| Белци             | 1.778 (96,1%) | 1.753 (92,7%) |
| Афроамериканци    | 3 (0,2%)      | 8 (0,4%)      |
| Азијати           | 2 (0,1%)      | 7 (0,4%)      |
| Хиспаноамериканци | 17 (0,9%)     | 73 (3,9%)     |
| Укупно            | 1.850         | 1.891         |